# Aubrieta

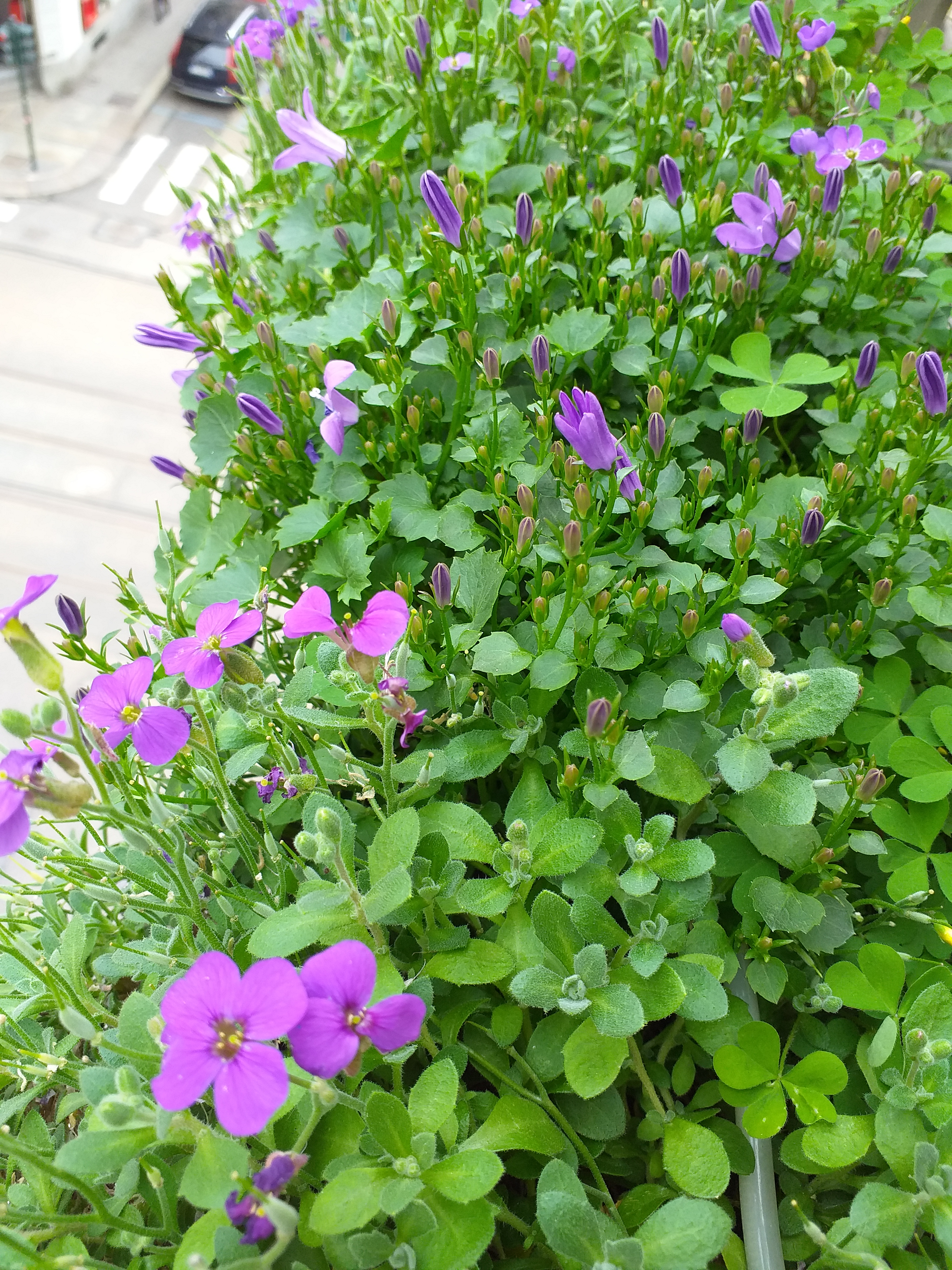
Aubrieta con fiori viola coltivata in vaso

Aubrieta Adans. (spesso trascritto anche Aubretia o Aubrezia) è un genere di circa 20 specie di piante da fiore della famiglia delle Brassicaceae. Il genere prende il nome da Claude Aubriet, un pittore di fiori francese. È originaria del sud Europa, dell'Asia orientale e centrale ma oggi è comune in molti giardini europei. Pianta bassa e resistente, sempreverde e perenne, tende a diffondersi con piccoli fiori viola, rosa o bianchi. Si diffonde anche tra rocce e muretti. Preferisce i luoghi soleggiati ma può vivere sia in mezza ombra sia in pieno sole, i terreni ben drenati e tollera pH diversi.

## Tassonomia
In questo genere sono riconosciute le seguenti specie:
- Aubrieta albanica F.K.Mey. & J.E.Mey.
- Aubrieta alshehbazii Dönmez, Ugurlu & M.A.Koch
- Aubrieta anamasica Peșmen & Güner
- Aubrieta canescens (Boiss.) Bornm.
- Aubrieta columnae Guss.
- Aubrieta deltoidea (L.) DC.
- Aubrieta edentula Boiss.
- Aubrieta ekimii Yüzb., Al-Shehbaz & M.Koch
- Aubrieta erubescens Griseb.
- Aubrieta glabrescens Turrill
- Aubrieta gracilis Spruner ex Boiss.
- Aubrieta × hybrida Hausskn.
- Aubrieta intermedia Heldr. & Orph. ex Boiss.
- Aubrieta libanotica Boiss. & Hohen.
- Aubrieta olympica Boiss.
- Aubrieta parviflora Boiss.
- Aubrieta pinardii Boiss.
- Aubrieta scardica (Wettst.) Gustavsson
- Aubrieta scyria Halácsy
- Aubrieta thessala H.Boissieu
- Aubrieta vulcanica Hayek & Siehe